# Олимп (мифология)

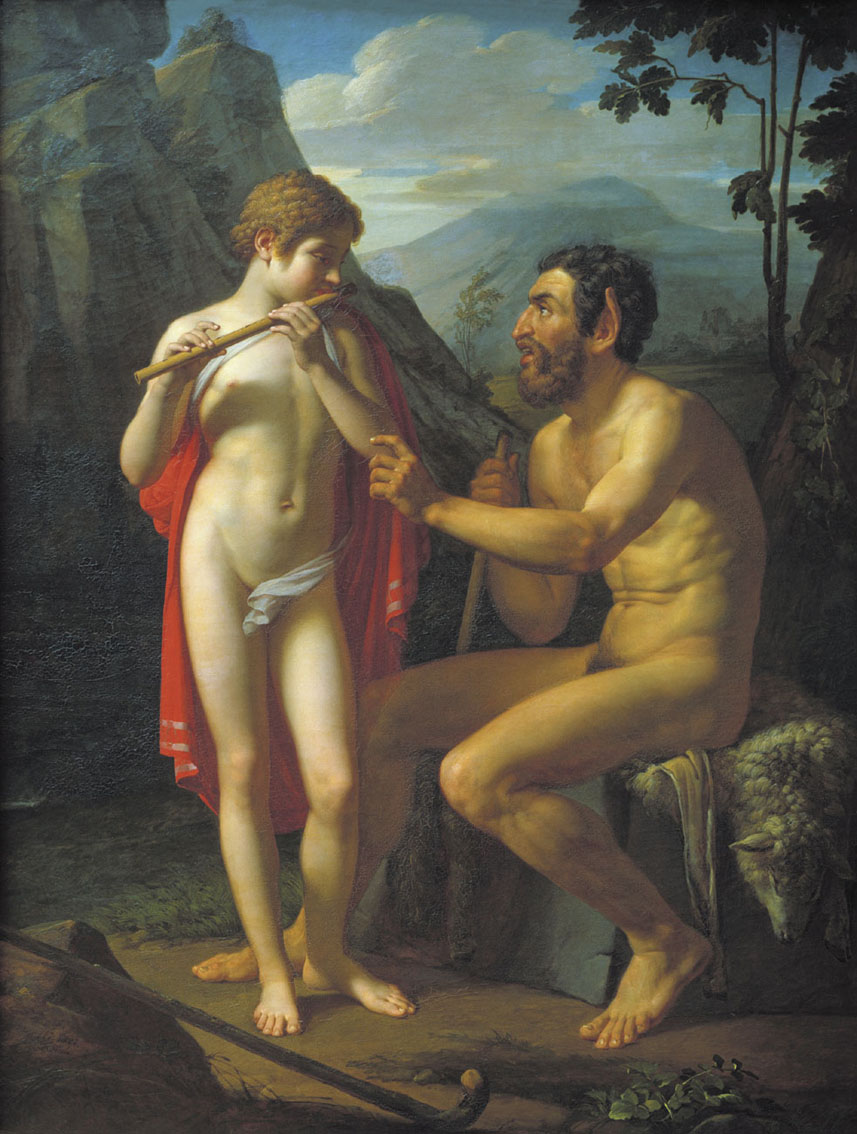
Пётр Басин «Фавн Марсий учит молодого Олимпа игре на флейте», 1821

Оли́мп (др.-греч. Ὄλυμπος) — полулегендарный древнегреческий авлет из Мизии и/или Фригии. Расцвет его творческой деятельности, как считается, пришёлся на начало VII века до н.э. 
По одной версии, это отец Марсия, также отец Алки от Кибелы.
По другим, Олимп — ученик Марсия. Сказание о нем связано с Келенами. Был изображен на картине Полигнота в Дельфах как цветущий мальчик, который учится играть на авлосе у Марсия.
Ввёл в употребление энармонический род мелоса и энармонический номы. Первым использовал плектр. Ввёл в употребление лидийский лад. Победил на соревнованиях авлетов во время погребальных игр по Пелию.
Античная историография приписывает Олимпу изобретение авлоса и введение в употребление авлетики (искусства сольной игры на авлосе).
Имя Олимпа встречается в греческой литературе и в других контекстах, в частности, так зовут мифологического персонажа, жившего до Троянской войны.